# Christopher Crumpet
Christopher Crumpet ist ein US-amerikanischer animierter Kurzfilm von Robert Cannon aus dem Jahr 1953.

## Handlung
Ein Zeichner erzählt seinem Hund die Geschichte vom Jungen Christopher Crumpet. Dieser stellt sich stets vor, ein Huhn zu werden, wenn er seinen Willen nicht bekommt, und verwandelt sich schließlich in ein Huhn. Sein Vater ist verzweifelt, wünscht sich Christopher aktuell doch eine echte Rakete. In seiner Not stimmt der Vater dem Raketenkauf zu. Seinem Kollegen Bilgewater klagt er sein Leid und dieser überzeugt sich selbst von der Verwandlung: Als Christopher bemerkt, dass die neue Rakete nur ein kleines Spielzeug ist, wird er augenblicklich zum Huhn. Bilgewater ist begeistert und hat einen Plan. Vater Crumpet wiederum versucht bei der United States Air Force eine Rakete zu erhalten und findet schließlich eine Anzeige, in der eine gebrauchte Rakete angeboten wird. Bilgewater erscheint unterdessen mit seinem Vorgesetzten T. J. Tailgate, mit dem er um ein Jahresgehalt gewettet hat, dass Christopher sich in ein Huhn verwandeln kann. Der ist zunächst begeistert, dass sein Vater eine echte Rakete organisiert, wird jedoch wieder zum Huhn, weil die Rakete gebraucht ist und er eine neue will. Tailgate bekommt die Verwandlung nicht mit und ist bereits gegangen, als Bilgewater den Jungen mit Geld zu einer Rückverwandlung bewegen kann. Als Tailgate schließlich erneut erscheint, ist Christopher wieder zum unzufriedenen Huhn geworden und verwandelt sich auch nicht mehr zurück, weil Vater Crumpet ihm keine Rakete kaufen kann. Der Zeichner beendet die Geschichte und macht seinem Hund klar, dass er deswegen keine Rakete haben kann. Der Hund verwandelt sich in einen Jungen, der mürrisch Einsicht zeigt und geht.

## Produktion
Christopher Crumpet beruht auf einem Drehbuch von T. (Thornton) Hee und Robert Cannon, wobei T. Hee auch für das Design des Films verantwortlich war. Die am Film beteiligten Animatoren waren Bill Meléndez, Frank Smith und Tom McDonald. Das Farbkonzept steuerte Jules Engel bei. Die Figuren wurden von Marvin Miller und Marian Richmann eingesprochen. Der Film wurde am 25. Juni 1953 als Teil der Jolly Frolics Theatrical Cartoon Series veröffentlicht. Im Jahr 2012 kam er als Teil der Kollektion UPA: The Jolly Frolics Collection auf DVD heraus.
Im Jahr 1955 erschien mit Christopher Crumpet’s Playmate ein weiterer Kurzanimationsfilm um den Jungen Christopher Crumpet.

## Auszeichnungen
Christopher Crumpet wurde 1954 für einen Oscar in der Kategorie Bester animierter Kurzfilm nominiert, konnte sich jedoch nicht gegen Die Musikstunde durchsetzen.